# Монди, Пьер
Пьер Монди (фр. Pierre Mondy, настоящая фамилия Пьер Кюк фр. Pierre Cuq; 10 февраля 1925, Нейи-сюр-Сен — 15 сентября 2012, Париж) — французский театральный киноактёр и режиссер.

## Биография
Пьер Монди родился 10 февраля 1925 года в Нейи-сюр-Сен.  Учился в лицее «Лаперуз альба», получил степень бакалавра. Окончив Курсы Симона, на которые он записался в 1946 году.
Начинал свою карьеру дублером в театре в 1948 году, на его счету роли и постановки в 60-ти пьесах. В 1949 году получил небольшую роль в фильме «Свидание в июле».
Дебютировал в кино в возрасте 24-х лет. Международное признание получил в 1960 году после роли Наполеона Бонапарта в картине «Аустерлиц» режиссёра Абеля Ганса, где его партнёршами были Мартин Кароль, Клаудия Кардинале, Лесли Карон.
В середине 1960-х годов Пьер Монди уже находился в числе ведущих актёров французского кинематографа.
Пьер Монди оказался одним из наиболее плодотворных театральных режиссеров Парижа. Поставил несколько телефильмов. Снимался в кино-и телефильмах во Франции, Италии, Швейцарии, Великобритании, Канаде.
Скончался 15 сентября 2012 года в возрасте 87 лет в больнице Сальпетриер от лимфомы.